# Icaraí de Minas
Icaraí de Minas este un oraș în Minas Gerais (MG), Brazilia.